# یان لاچور
یان لاچور (انگلیسی: Yann Lachuer؛ زادهٔ ۵ اوت ۱۹۷۲) بازیکن فوتبال اهل فرانسه است.
از باشگاه‌هایی که در آن بازی کرده‌است می‌توان به باشگاه فوتبال باستیا، باشگاه فوتبال اوسر، باشگاه فوتبال پاری سن ژرمن، و باشگاه فوتبال تروا اشاره کرد.